# Ла-Навидад
Ла-Навида́д — укрепленное поселение, основанное Христофором Колумбом и его командой на северном побережье острова Гаити (ныне — Республика Гаити) в 1492 году из останков испанского судна Санта-Мария. Поселение было уничтожено через год.

## Строительство Ла-Навидад
Услышав от Гуаканагари, одного из пяти касиков острова Гаити, что на острове есть много золота, Колумб решил оставить тридцать девять добровольцев для основания нового поселения и сбора обещанного золота. Для этого он приказал обеспечить материалами с разобранного судна строительство маленькой крепости.
«Я приказал построить башню, крепость и большой подвал, не по необходимости из-за местных, — писал он в журнале. — Я уверен, что мои люди способны покорить весь остров… ведь население голое, без оружия и очень трусливое».
Колумб назвал поселение «Ла-Навидад» (с исп. — «Рождество») в память о кораблекрушении "Санта-Марии" 25 декабря. Он назначил своими заместителями Диего де Арану, кузена главы Кордовы, Педро Гутьерреса и Родриго де Эскобедо.
В пятницу 4 января 1493 года Колумб вышел в плавание на «Нинье» в поисках «Пинты», которая была под командованием Мартина Алонсо Пинсона и исчезла шесть недель назад. Утром воскресенья 6 января 1493 года пропавшая «Пинта» была обнаружена восточнее, после чего флот вернулся в поселение, чтобы подготовить людей и припасы к обратному путешествию в Испанию.

## Последующие годы

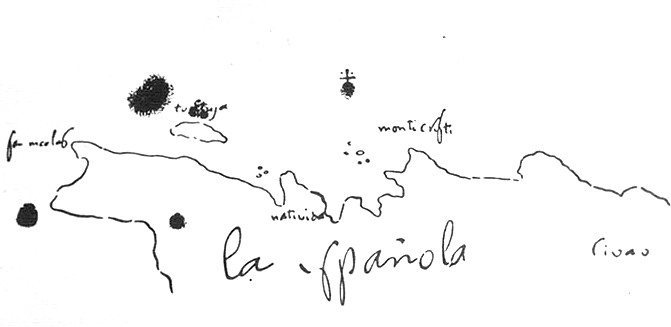
Первая карта Эспаньолы, нарисованная Колумбом, на которой отмечены форт Ла-Навидад и долина Сибао

Когда Колумб вернулся из Испании во время второго путешествия 27 ноября 1493 года, он прибыл в надежде увидеть развивающееся поселение. Однако, когда он высадился на берег, он увидел 11 тел своих людей на пляже и обнаружил, что поселение Ла-Навидад было уничтожено. Жившие недалеко таины сообщили ему, что испанские поселенцы жестоко обращались с местными индейцами, поэтому те убили всех европейцев.
Колумб решил построить новое поселение намного восточнее - на территории сегодняшней Доминиканской Республики и назвал его Ла-Изабелла в честь королевы Изабеллы.

## Повторное открытие
После того, как Колумб уплыл во второй раз, это место было забыто почти на 500 лет, вплоть до того, как гаитянский фермер привёл доктора Уильяма Ходжеса к этому месту в 1977 году. Ходжес, археолог-любитель и американский медицинский доброволец, получил разрешение от гаитянского правительства раскопать часть болотистой земли размером с теннисный корт. Там он и его помощники нашли некоторые предметы из Ла-Навидад.
В настоящее время в бухте расположен посёлок Караколь Северо-Восточного департамента Гаити.